# Volodîmîrka, Șarhorod
Volodîmîrka (în ucraineană Володимирка) este un sat în comuna Derebciîn din raionul Șarhorod, regiunea Vinnița, Ucraina.

## Demografie
Componența lingvistică a localității Volodîmîrka
     Ucraineană (93,51%)
     Rusă (2,6%)
     Română (1,3%)
Conform recensământului din 2001, majoritatea populației localității Volodîmîrka era vorbitoare de ucraineană (93,51%), existând în minoritate și vorbitori de rusă (2,6%), armeană (2,6%) și română (1,3%).